# Falkiw (przełęcz)
Falkiw albo Przełęcz Falkiwska (ukr. Фальків albo Фальківський перевал- Falkiwśkyj perewał) – przełęcz w Karpatach ukraińskich, w południowo-wschodniej części Beskidów Pokucko-Bukowińskich. Położona na południu rejonu wyżnickiego obwodu czerniowieckiego, na dziale wodnym rzek Seretu i Suczawy. Wysokość przełęczy to 987 m.
Przełęczą prowadzi droga znaczenia lokalnego, która łączy wsie Dolisznyj Szepit i Falkiw. Przełęcz jest samochodowa, bez twardego pokrycia (droga gruntowa), warunkowo przejezdna. Zimą z przełęczy prawie nie korzysta się.